# Calhoun County, Iowa
Calhoun County är ett county i centrala delen av delstaten Iowa. År 2010 hade countyt 9 670 invånare. Den administrativa huvudorten (county seat) är Rockwell City som ligger cirka 160 km nordväst om delstatens huvudstad Des Moines.

## Geografi
Enligt United States Census Bureau har countyt en total area på 1 482 km². 1 477 km² av den arean är land och 5 km² är vatten.

### Angränsande countyn
- Pocahontas County - nord
- Webster County - öst
- Greene County - sydost
- Carroll County - sydväst
- Sac County - väst

### Större städer och samhällen
- Lake City
- Manson
- Pomeroy
- Rockwell City